# Joanna Erbel

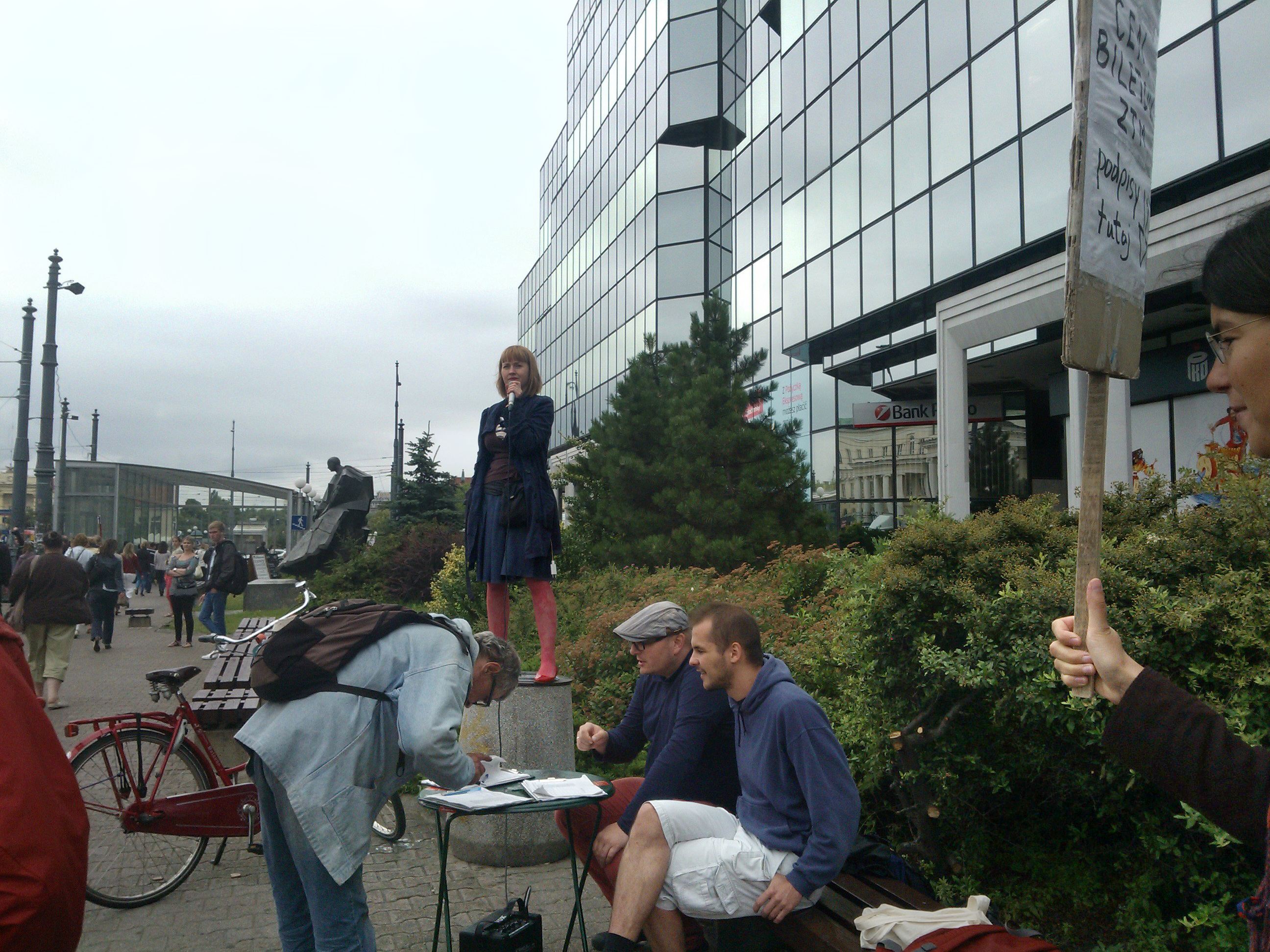
Joanna Erbel agituje podczas zbiórki podpisów pod obywatelską inicjatywą uchwałodawczą Stop Podwyżkom Cen Biletów ZTM w Warszawie, lipiec 2013

Joanna Agnieszka Erbel (ur. 2 maja 1984 w Warszawie) – socjolożka, ekspertka do spraw mieszkaniowych i budowania miejskiej odporności, doktor nauk społecznych.

## Życiorys

### Wykształcenie
Absolwentka 2. Społecznego Liceum Ogólnokształcącego w Warszawie przy ulicy Nowowiejskiej 5. W 2008 uzyskała tytuł magistra socjologii na Uniwersytecie Warszawskim. W 2024 uzyskała stopień doktora socjologii na podstawie napisanej pod kierunkiem Macieja Gduli dysertacji Nie-ludzcy aktorzy miejskiej transformacji. Projekty artystyczne a przemiany przestrzeni miejskiej Warszawy w pierwszej dekadzie XXI wieku. Prowadziła zajęcia w Instytucie Socjologii UW. 
Jest tłumaczką Polityczności Chantal Mouffe, oraz książki Moralne maksimum, moralne minimum Michaela Walzera.

### Działalność społeczna
Była członkinią redakcji „Krytyki Politycznej”, a do 2011 była również felietonistką portalu KP.
W 2009 znalazła się w gronie założycieli stowarzyszenia Duopolis. W 2010 przez rok mieszkała w Berlinie. W 2010 Erbel reprezentowała Polskę w KNOT – międzynarodowym eksperymencie socjologicznym konfrontującym trzy europejskie metropolie – Berlin, Bukareszt i Warszawę.
W lutym 2012 była główną organizatorką protestu w obronie śródmiejskiego baru mlecznego „Prasowy” (Marszałkowska 10/16) – taniej jadłodajni z kilkudziesięcioletnią tradycją. Pomimo całonocnej okupacji pomieszczeń baru, lokal został zamknięty, ale dzięki protestowi i nagłośnieniu sprawy zyskał nowego – prywatnego właściciela, który prowadzi w nim podobną do dotychczasowej działalność. Akcja odbiła się szerokim echem w mediach ogólnopolskich otwierając debatę na temat roli zbiorowego żywienia w centrach dużych miast.
W czerwcu 2013 była pełnomocniczką komitetu obywatelskiej inicjatywy uchwałodawczej Stop Podwyżkom Cen Biletów ZTM, pod którą zebrano ponad 16 tysięcy podpisów. Komitet tworzyło kilkanaście organizacji społecznych i politycznych, w tym Partia Zieloni, Młodzi Socjaliści, Pracownicza Demokracja, Konfederacja Pracy, Kancelaria Sprawiedliwości Społecznej.
W drugiej połowie 2013 zaangażowała się w akcję społeczną w obronie domków fińskich na Jazdowie, zielonej dzielnicy sąsiadującej z budynkiem Sejmu RP (inicjatywa „Otwarty Jazdów”). Celem akcji było zmuszenie władz samorządowych do otwarcia konsultacji społecznych w sprawie przyszłości tego terenu.
Uczestniczyła w licznych blokadach eksmisji zadłużonych lokatorów.
Była członkinią Rady ds. budżetu partycypacyjnego przy Prezydencie m.st. Warszawy, tworzącej ramy stołecznego budżetu partycypacyjnego. Należy również do Kongresu Ruchów Miejskich.
Jest autorką książek: Poza własnością. W stronę udanej polityki mieszkaniowej, wydanej przez Wysoki Zamek w serii „Miasto szczęśliwe”, Wychylone w przyszłość. Jak zmienić świat na lepsze (2022) oraz powieści foresightowej – Jak Henryk zdobył władzę (2023). 
W 2023 założona przez nią spółdzielnia Most wygrała przetarg na dzierżawę ponadtrzyhektarowej działki na Siekierkach w celu uruchomienia pierwszej w Warszawie społecznościowej farmy miejskiej.
Członkini Zarządu PLZ Spółdzielni. Przewodnicząca Rady Nadzorczej Spółdzielni MOST. Członkini Rady Fundacji Rynku Najmu. Koordynowała prace nad przygotowaniem polityki mieszkaniowej i programu Mieszkania2030 dla m.st. Warszawy. W latach 2017-2020 odpowiadała za temat innowacji mieszkaniowych w PFR Nieruchomości. Współautorka raportów CTH – Akademia Miejskiej Odporności (2024), Spółdzielcza farma miejska jako narzędzie rozwoju miejskiej strefy żywicielskiej i agroekologii oraz Spółdzielnia Równokręgi (2023), Pakiet miejskiej odporności (2022), Spółdzielcza transformacja oraz Spółdzielczy Plan Odbudowy (2021). 
Współpracowniczka Fundacji A/typika, działającej na rzecz sprzyjania rozwoju neurokultury.

### Działalność polityczna
W wyborach samorządowych w 2014 była bezpartyjną kandydatką Zielonych na prezydenta Warszawy. W pierwszej turze wyborów uzyskała 2,41 procent głosów. Zagłosowało na nią 15 030 wyborców. Jednocześnie Joanna Erbel kandydowała do Rady Miasta z okręgu Mokotów, również bez powodzenia (2190 głosów). Po wyborach wstąpiła do Partii Zieloni, w styczniu 2015 zasiadła w radzie jej koła warszawskiego. Została także członkiem krajowego sądu koleżeńskiego partii. W wyborach parlamentarnych w tym samym roku kandydowała do Sejmu z listy Zjednoczonej Lewicy (która nie uzyskała mandatów). Na Joannę Erbel zagłosowały wówczas 884 osoby. 
W 2016 rozpoczęła pracę w miejskim TBS. Później przeszła do Urzędu m.st. Warszawy, do Biura Polityki Lokalowej, gdzie zajmowała się polityką mieszkaniową. Przez kilkanaście miesięcy pracę w magistracie łączyła za zgodą miasta z pracą w rządowej spółce PFR Nieruchomości nadzorującej program Mieszkanie Plus, najpierw na stanowisku doradcy, a później Dyrektora Biura innowacji. Zakończyła pracę w Urzędzie m.st. Warszawy w lutym 2019. Pracę w PFR Nieruchomości zakończyła w 2020. W styczniu 2021 została liderką klubu samorządowego CoopTech Hub, pierwszego w Polsce centrum technologii społdzielczych. Jest współzałożycielką PLZ Spółdzielni oraz od kwietnia 2021 członkinią Zarządu PLZ Spółdzielni. Członkini Rady Programowej Fundacji Rynku Najmu. Współpracowniczka Fundacji A/typowi działającej na rzecz neuroróżnorodności.

## Nagrody i wyróżnienia
W 2014 otrzymała „Stołek” za 2013 rok. „Stołek” to przyznawana co roku nagroda wydania stołecznego Gazety Wyborczej za wkład w życie Warszawy. W uzasadnieniu napisano:

Walczyła o Bar Prasowy przy Marszałkowskiej, namawiała (skutecznie) urzędników do wprowadzenia budżetu obywatelskiego. Broniła przed wyburzeniem domków fińskich na Ujazdowie. Blokowała eksmisje lokatorów z reprywatyzowanych kamienic. Protestowała przeciwko wybetonowaniu alejki w Lesie Bielańskim i wycince starych drzew w Ogrodzie Krasińskich. Walczy o zagospodarowanie tysięcy stołecznych pustostanów

W 2013 otrzymała Okulary Równości, wyróżnienie przyznawane przez Fundację im. Izabeli Jarugi-Nowackiej, w kategorii „Sprawiedliwość społeczna i zwalczanie ubóstwa” za „działania na rzecz lokatorów zgodnie z zasadą mieszkanie prawem – nie towarem, otwieranie przestrzeni miasta dla ludzi, działanie ponad podziałami”.
W 2014 zaliczona została przez magazyn „Teraz Polska“ do grona 25 liderów mających największą szansę na uzyskanie wpływu na rozwój Polski.

## Życie prywatne
Jej pradziadkiem był działacz oświatowy Józef Erbel.
Jest osobą poliamoryczną i biseksualistką.
Jest wysoko funkcjonująca osobą w spektrum autyzmu.

## Publikacje
- Poza własnością. W stronę udanej polityki mieszkaniowej (Wysoki Zamek, 2020) ISBN 978-83-953999-8-5[41]
- Wychylone w przyszłość. Jak zmienić świat na lepsze (Wysoki Zamek, 2022), ISBN 978-83-963397-2-0[42]
- Jak Henryk zdobył władzę (Wydawnictwo Fosforos, 2023), ISBN 9781739544430[43]